# Bully (видео игра)
Bully (срп. Силеџија) је акционо-авантуристичка игра коју је развио Rockstar Vancouver и објављена од стране Rockstar Games. Објављена је 17. октобра 2006. за PlayStation 2. Рестаурирана верзија игре, Scholarship Edition, је развијена од стране Mac Doc Software и објављена је 4. марта 2008. за Xbox 360 и Wii и објављена је 21. октобра 2008. за Microsoft Windows. Bully је поново објављен на PlayStation 4 доступан помоћу PlayStation Network 22. марта 2016. Ажурирана верзија Scholarship Edition, названа Annyversary Edition, је развијена од стране War Drum Studios и објављена је на Андроид и iOS 8. децембра 2016.

## Радња
Bully се дешава у фиктивном граду Булворту који се налази у региону Нове Енглеске у Сједињеним Државама . Након што је избачен из седам претходних школа, протагониста игре, 15-годишњи Џејмс „Џими“ Хопкинс, бива послат у истакнути градски приватни интернат , Булворт академију, на годину дана, док његова мајка и њен нови муж иду на мједени мјесец. Школски кампус је дизајниран у неоготичком стилу, слично државним школама и колеџима у Уједињеном Краљевству и Новој Енглеској. Сама школа је основно окружење игре, док се остатак града постјепено откључава како прича напредује.
Булворт се састоји од четири главна округа: Булворт Таун, градска трговачка општина; Олд Булворт Вејл, предграђе гдје се налазе градске виле, плажа и сајам забаве; Њу Ковентри, оронула, урбано сиромашна општина, која се састоји углавном од стамбених зграда; и Индустријски парк Блу Скајс, индустријска општина која се састоји од фабрика, индустријских зграда, градских докова и парка за приколице . Ту је и Хепи Волтс Асајлум, психијатријски институт који се налази између индустријског парка Блу Скајс и Булворт академије.
Пошто прича игре обухвата цијелу школску годину, Булвортов изглед се мјења између поглавља, посебно током трећег поглавља, које се дешава око божићне сезоне.
Џими Хопкинс, упознаје директора школе, др Тадеуса Креблснича. Џими упознаје Герија Смита и Питера ''Питија” Ковалског. Почиње да ради са њима како би потврдио своју доминацију у овој школи. Ту се налази доста типова ученика:
1. Насилници
2. Штребери
3. Грисери (подмазивачи)
4. Препији (богаташи)
5. Џокови (спортисти)[4]

Међутим, све параноичнији Гери на крају издаје Џимија и супроставља га Раселу Нортропу, вођи насилника, у подземној борби. Џими побеђује Расела и приморава га да престане да малтретира остале студенте, чиме је добио поштовање насилника.
Током наредних мјесеци, Џими ради са Питијем да преузме друге у покушају да поврати мир Булворту. Почиње са препијима, али баш када је почео да их придобија, Гери их манипулише да се окрену против њега. Као одговор, Џими улази на боксерски турнир чији је домаћин био вођа Препија, Дерби Харингтон. Упркос његовој побједи, препији одбијају да прихвате Џимијеву доминацију и заједно се боре против њега, али су поражени. Скрећући пажњу на грисере, Џими пристаје да помогне њиховом вођи, Џонију Винсенту, да разоткрије аферу између своје дјвојке Лоле Ломбарди и члана препија Горда Вендома. Међутим, Грисери се окрећу против Џимија након што је он приморан да поправи односе са пепијима тако што ће вандализирати територију Грисера. Након што је Гери дојавио Џонију о све већој блискости Џимија са Лолом, он намами Џимија у засјду, али је на крају поражен и предаје му гризерово вођство.
Да би преузео џокове, који се сматрају најмоћнијом групом у школи, Џими тражи помоћ од њихових главних ривала, штребера. Када одбију да помогну, Џими побеђује њиховог вођу, Ернеста Џонса, и зарађује његово и штреберско поштовање гарантујући да више никада неће бити нападнути. Да би уништио репутацију џокова, Ернест је натјерао Џимија да направи неприкладне слике главне навијачице школе, Менди Вајлс, које се затим рашире по цијелом граду. Међутим, Џими касније уклања слике из сажаљења према Менди, зарађујући њену наклоност. На крају, џокови су понижени након што је Џими саботирао њихову велику фудбалску утакмицу, а затим побеђује њиховог вођу Теда Томпсона у тучи пред цијелом школом.
Пошто је ујединио све групе под својом влашћу и вратио мир Булворту, Џими ужива у својој новостеченој слави и поштовању, несвјестан да Гери планира да га свргне. Гери убеђује вође групе да изврше притисак на Џимија да вандализује Булвортову градску вјећницу и регрутује „ Таунисе, групу бивших Булвортових ученика који желе да се освете школи, да одиграју серију опасних шала са групама, како би оне окривиле Џимијево лоше вођство и окренути се против њега. Након што је обавестио Креблснича да је Џими вандализирао градску вјећницу, Гери зарађује његово поштовање и именован је за шефа, док је Џими избачен.
Иако Џими у почетку прихвата свој пораз, Пити га охрабрује да се освети Герију. Да би убедио грађане да се окрену против њега, Џими тражи помоћ од једног од њихових чланова, Зои Тејлор, која је избачена из Булворта након што је оптужила школског наставника предаторског спорта господина Бартона за сексуално узнемиравање. Након што је помогао Зои да се освети Бартону, Џими јуриша на окупљалиште Тауниса са њом и Раселовом помоћи и суочава се са њиховим вођом Едгаром Мунсеном. Након што је побједио Едгара, Џими му објашњава како је Гери изманипулисао обојицу и користио их за своје циљеве, заслужујући поштовање Тауниса.
У међувремену, Гери и његови следбеници узимају Креблснича за таоца, што је изазвало потпуни рат између група. Таунији и Расел помажу Џимију да неутралише вође клике, дозвољавајући му да се суочи са Геријем у главној школској згради. Џими јури Герија до крова где се свађају, која се завршава тако што обојица падају са крова и улазе у канцеларију Креблснича. Једном ослобођен, он протерује Герија, отпушта Бартона због његових поступака против Зои, поставља Питија за главног дечака и помирује се са Џимијем дозвољавајући и њему и Зои да се врате у Булворт. Напољу, док његови пријатељи и савезници навијају, Џими дјели пољубац са Зои.

## Игра
Bully је акционо-авантуристичка игра смјештена у окружење отвореног свијета и игра се из перспективе трећег лица. Режим игре за једног играча омогућава играчу да контролише средњошколца—тинејџерског бунтовника Џејмса „Џимија“ Хопкинса. Током читаве приче, Џими се уздиже кроз редове школских група, архетипова који укључују насилнике, штребере, препије, грисере и џокере. Играчи завршавају мисије—линеарне сценарије са постављеним циљевима—да би напредовали кроз причу. Мисије награђују играча готовином, новим предметима и повећавају/смањују поштовање одређених група. Ако група високо поштује Џимија, понашаће се пријатељски према њему (и имаће опцију да буду ангажовани као „тјелохранитељи“); ако група презире Џимија, напашће га чим га виде. Изван мисија, играч може слободно да лута по отвореном свијету игре, који се састоји од измишљеног града Булворта, и има могућност да заврши опционе споредне мисије. 
Када не обавља мисије, играч може да похађа часове, представљене као мини игре . Сваки курс има пет класа, које повећавају тежину, а полагање свих пет ће резултирати да играч прође курс. Класе награђују играча новим одјевним предметима или способностима; на примјер, енглески омогућава играчу да се извини ауторитетима након кршења правила, хемија дозвољава играчима да праве сопствено оружје за бацање, географија истиче посебне предмете за колекционарство на мапи игре, а теретана откључава нове борбене потезе. Непохађање часова када су доступни сматра се кршењем правила, осим ако нису завршени, у ком случају постају факултативни.
Играч може да користи ударце и оружје за борбу против непријатеља. Доступно оружје укључује праћке , кесе са мермерима и прахом за свраб, смрдљиве бомбе , петарде (укључујући ракете за флаше ), бејзбол палице, дрвене даске и пиштоље . Џими може да трчи, скаче, плива или користи возила за навигацију кроз свијет игре. Возила представљена у игри укључују скејтборд, скутере, бицикле и картинг. Играч такође може да се ухвати за задњи дио аутомобила у покрету док је на скејтборду, али не могу сами да возе аутомобиле. Аутобуске станице које се налазе на различитим локацијама широм свијета омогућавају играчу да се брзо врати у Булворт академију. Ако играч нанесе штету, његов мјерач здравља може се у потпуности регенерисати коришћењем више техника, као што су газирани сокови, које се могу набавити из аутомата, и љубљење одређених НПЦ-а након интеракције са њима. Када је здравље потпуно исцрпљено, игра се зауставља и играч се поново појављује у најближем медицинском центру.
Ако играч прекрши правила током играња, ауторитети у игри (префекти и полицајци) могу да реагују као што показује „мјерач проблема“ на хед-ап дисплеју (HUD). Нивои приказани на мјерачу указују на тренутни ниво озбиљности. Ауторитети ће покушати да зграбе и покоре играча, који би могао узвратити. Што је виши ниво озбиљности, то ће ауторитети теже покушати да ухвате играча; на максималном нивоу, играч више не може да узврати, јер ће одмах бити "ухваћен" ако га зграбе. Ако је играч ухапшен, поново се појављује у најближој полицијској станици или канцеларији директора школе и сво им оружје (без праћке, скејтборда и камере) се одузима. Ако је час у току, играч ће уместо тога бити одведен на њега и приморан да присуствује (чак и ако га је већ завршио). Власти могу покорити и друге ученике, ако изазову невоље.
Компонента игре за више играча, ексклузивно за Scholarship Edition на Wii и Xbox 360 и Annyversary Edition, има два играча који се такмиче да добију највећи резултат у истим мини играма које се користе за часове. Један играч контролише Џимија, а други Герија Смита.